# Bolbitiaceae
Bolbitiaceae là một họ nấm chứa 17 chi và 171 loài.

## Hình ảnh

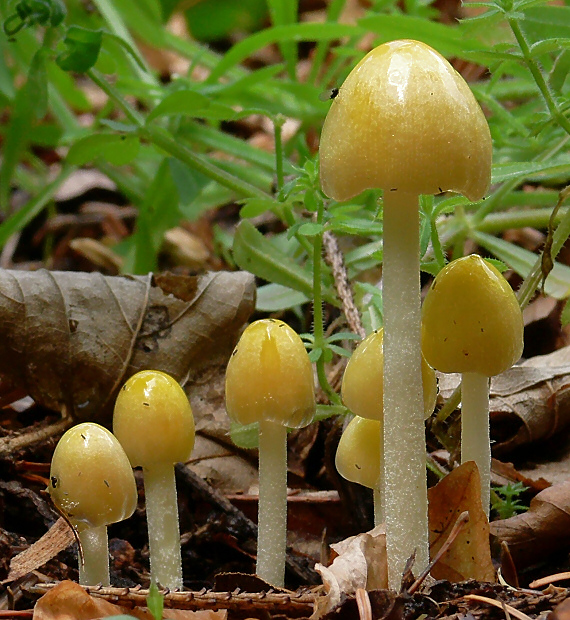
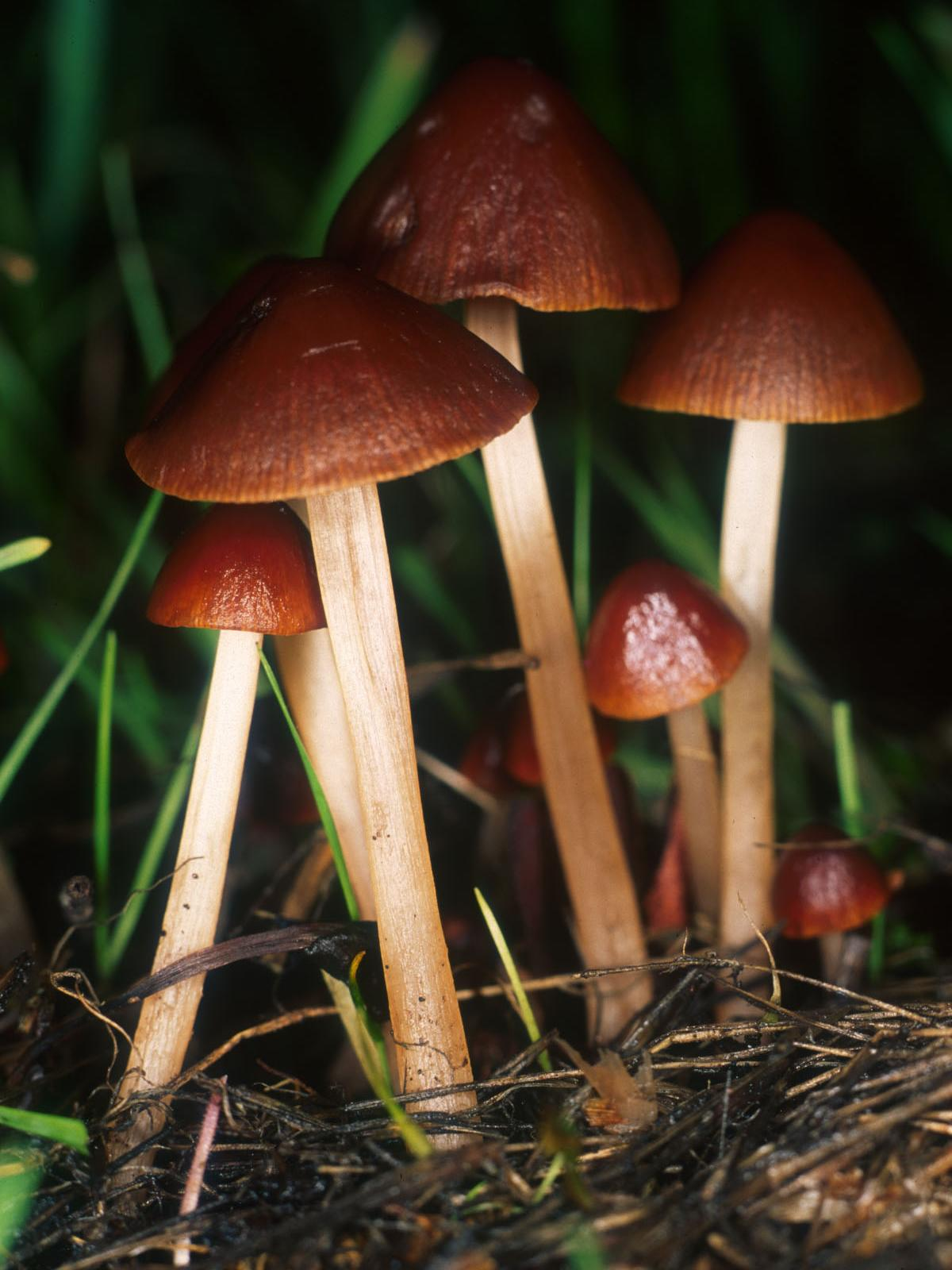
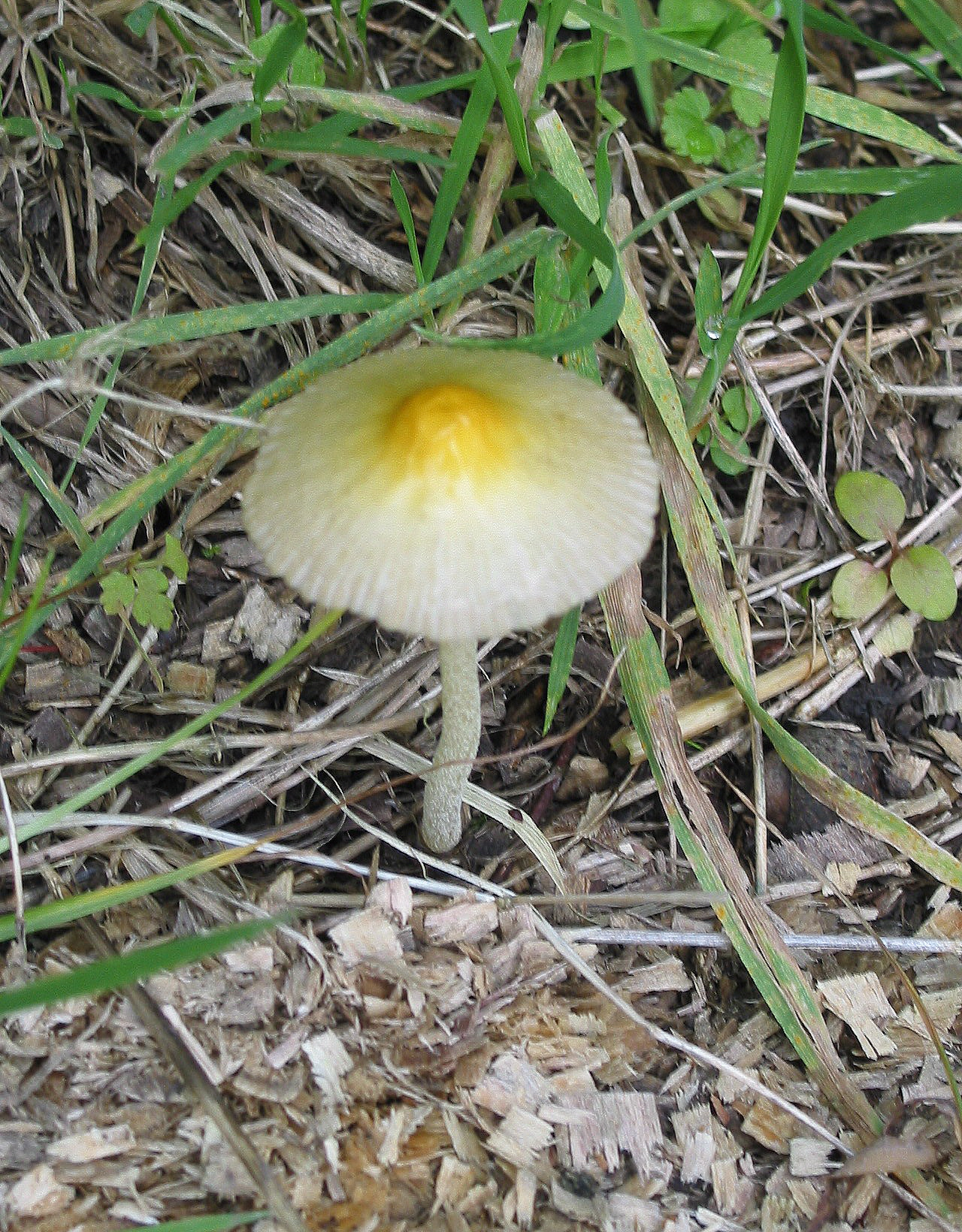
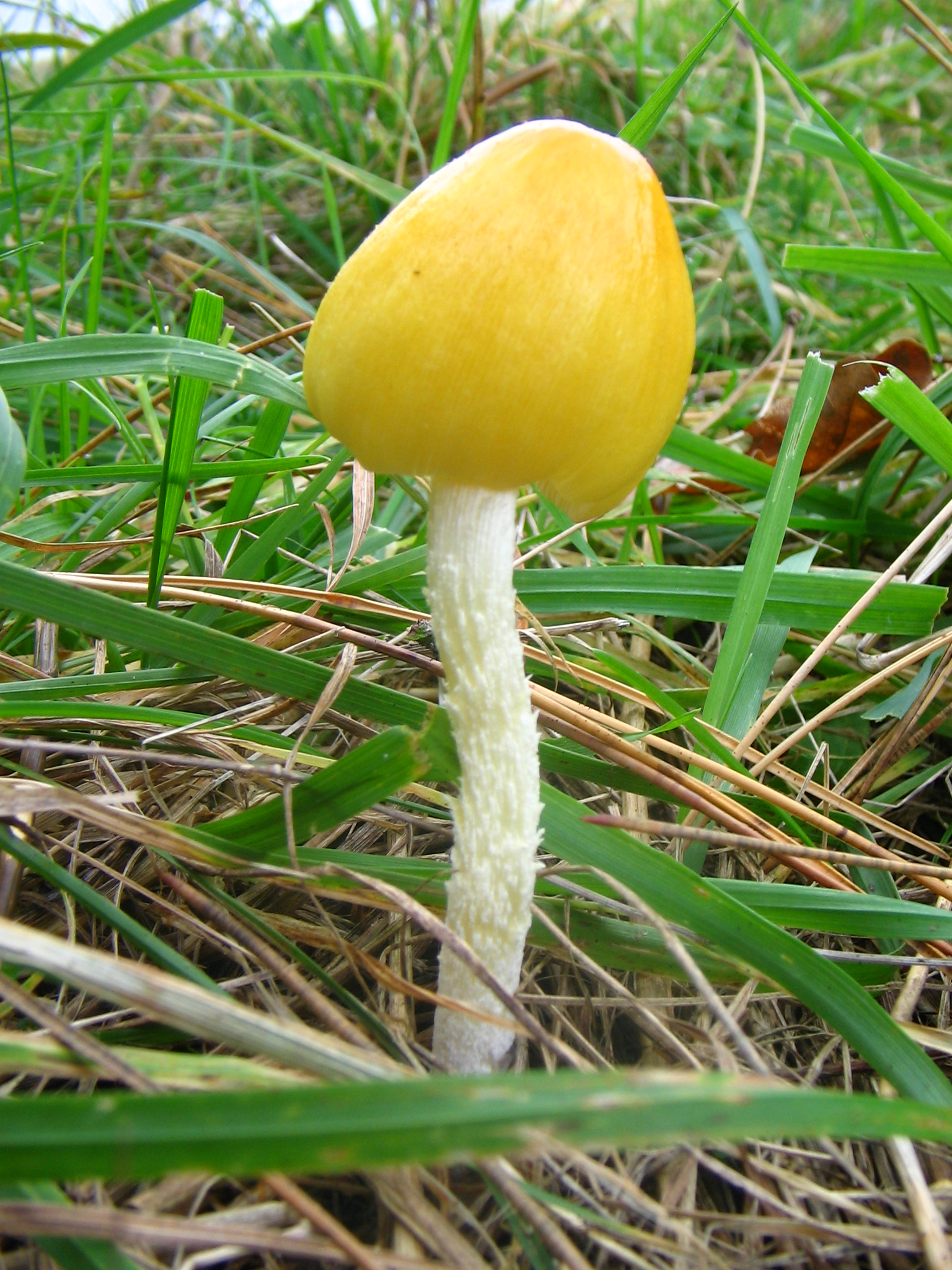